# Peisaj orizontal
Peisaj orizontal (în poloneză Pejzaż horyzontalny) este un film dramatic polonez din 1978, regizat de Janusz Kidawa⁠(d) după propriul scenariu. Filmul prezintă o poveste socială și morală despre transformările suferite de oamenii care au venit din diferitele părți ale Poloniei pentru a lucra pe șantierul unei fabrici mari.

## Rezumat
Trei muncitori – „Student”, Tytus și Kędzior – locuiesc împreună într-un spațiu particular închiriat și lucrează la o fabrică mare aflată în construcție. Fiecare dintre ei a venit aici dintr-un motiv diferit: „Student” a abandonat școala și a vrut să scape de sub tutela părinților bogați, Tytus a avut probleme cu legea în trecut, iar Kędzior a fugit de soția sa. Șeful lor este inginerul Kołecki, care este responsabil nu numai de cursul lucrărilor, ci și de risipă și abuzuri, așa că este destituit din funcție în cele din urmă. Cei trei prieteni decid, după multe necazuri și încercări, să rămână în uzina pe care au construit-o.

## Distribuție
- Mieczysław Hryniewicz⁠(d) — „Student”
- Jarosław Kopaczewski⁠(d) — Tytus Juzek
- Wiesław Wójcik — Kędziorek „Kędzior”
- Tadeusz Madeja⁠(d) — inginerul Kołecki, șeful celor trei tineri muncitori
- Halina Buyno-Łoza⁠(d) — „bunica”, gazda tinerilor muncitori
- Anna Jaraczówna⁠(d) — florăreasa
- Maria Kaniewska⁠(d) — femeie „abuzată”
- Bożena Miller⁠(d) — Kasia
- Halina Wyrodek⁠(d) — soția lui Kędziorek
- Jerzy Cnota⁠(d) — „Cyferblat”, muncitorul care se ocupă cu calculele
- Jacek Maziarski⁠(d) — inginerul Żarnecki
- Jerzy Staszewski — șoferul
- Bernard Krawczyk⁠(d) — secretarul de partid
- Tadeusz Teodorczyk⁠(d) — directorul fabricii
- Bogusław Marczak — membru al conducerii
- Stefan Paska⁠(d) — muncitor
- Jerzy Troszczyński — jucătorul de cărți care trișează
- Czesław Magnowski — zidarul Boliwski, maestru de karate
- Bogusz Bilewski⁠(d) — huligan
- Wiesław Dymny⁠(d) — membru al comisiei de disciplină (nemenționat)
- Stanisław Manturzewski⁠(d) — psiholog, membru al comisiei de disciplină (nemenționat)
- Jan Pietrzak⁠(d) — președintele comisiei de disciplină (nemenționat)

## Producție
Scenariul filmului a fost scris de Janusz Kidawa⁠(d). Scenele în aer liber au fost filmate în orașul Dąbrowa Górnicza (voievodatul Silezia) și pe terenul minei din Bełchatów.

## Premii
Filmul a obținut trei premii:
- Premiul special al juriului la Festivalul Filmului de Debut „Młodzi i Film” („Tineretul și filmul”) de la Koszalin „pentru abordarea unor probleme importante ale realității contemporane legate de adaptarea socio-profesională a tinerei generații și confruntarea atitudinilor” (1978) – Janusz Kidawa;[1]
- Premiul II la Forumul Internațional de Film „Człowiek-Praca-Twórczość” („Om-Muncă-Creativitate”) de la Lublin (1978) – Janusz Kidawa;[1]
- Premiul „Camera de Aur” (Złota Kamera) pentru cel mai bun film cu subiect contemporan al anului 1978 (acordat de revista Film) „pentru încercarea de a aborda tematica muncitorească contemporană într-o comedie” (1979) – Janusz Kidawa.[1]

Peisaj orizontal a fost, de asemenea, nominalizat la premiul „Leul de Aur” (Złote Lwy) al Festivalului Filmului Polonez de la Gdańsk în 1978.